# Attalea salvadorensis
Attalea salvadorensis är en enhjärtbladig växtart som beskrevs av Sidney Frederick Glassman. Attalea salvadorensis ingår i släktet Attalea och familjen Arecaceae. Inga underarter finns listade i Catalogue of Life.